# Ram (Serbien)
Ram (serbisch-kyrillisch Рам) ist ein Dorf in der Opština Veliko Gradište (Велико Градиште) im Okrug Braničevo in Serbien direkt an der Landesgrenze zu Rumänien. Sie entwickelte sich am Fuße der Festung gleichen Namens am Ostufer der Donau. In römischer Zeit war der Ort als Lederata bekannt und wurde im 2. Jhd. vom Stamm der Albocener besiedelt.